# Габбард-Лейк (Мічиган)
Габбард-Лейк (англ. Hubbard Lake) — переписна місцевість (CDP) в США, в окрузі Алкона штату Мічиган. Населення — 857 осіб (2020).

## Географія
Габбард-Лейк розташований за координатами 44°49′13″ пн. ш. 83°33′30″ зх. д. / 44.82028° пн. ш. 83.55833° зх. д. (44.820149, -83.558314).  За даними Бюро перепису населення США в 2010 році переписна місцевість мала площу 58,40 км², з яких 22,62 км² — суходіл та 35,78 км² — водойми.

## Демографія
Згідно з переписом 2010 року, у переписній місцевості мешкали 1002 особи в 507 домогосподарствах у складі 345 родин. Густота населення становила 17 осіб/км².  Було 1434 помешкання (25/км²).
Расовий склад населення:
| - 98,6 % — білих - 0,4 % — азіатів - 0,3 % — корінних американців |

До двох чи більше рас належало 0,1 %. Частка іспаномовних становила 1,9 % від усіх жителів.
За віковим діапазоном населення розподілялося таким чином: 9,8 % — особи молодші 18 років, 43,0 % — особи у віці 18—64 років, 47,2 % — особи у віці 65 років та старші. Медіана віку мешканця становила 63,7 року. На 100 осіб жіночої статі у переписній місцевості припадало 102,8 чоловіків;  на 100 жінок у віці від 18 років та старших — 101,3 чоловіків також старших 18 років.
Середній дохід на одне домашнє господарство  становив 69 110 доларів США (медіана — 52 688), а середній дохід на одну сім'ю — 82 844 долари (медіана — 62 159). Медіана доходів становила 53 542 долари для чоловіків та 45 000 доларів для жінок. За межею бідності перебувало 5,7 % осіб, у тому числі 7,3 % дітей у віці до 18 років та 5,0 % осіб у віці 65 років та старших.
Цивільне працевлаштоване населення становило 196 осіб. Основні галузі зайнятості: освіта, охорона здоров'я та соціальна допомога — 16,3 %, будівництво — 14,8 %, мистецтво, розваги та відпочинок — 11,7 %, науковці, спеціалісти, менеджери — 9,7 %.